# Tres hombres, tres mujeres
Tres hombres, tres mujeres es una película dramática colombiana de 2003 dirigida por Carlos Hernández y protagonizada por Martha Lucía Leal, Nicolás Montero, María Paulina de Zubiría, Gregorio Pernía, Marcela Mar y John Álex Toro.

## Reparto
- Nicolás Montero es Julio.
- Martha Lucía Leal es Laura.
- María Paulina de Zubiría es Catalina.
- Marcela Mar es Consuelo.
- John Álex Toro es Iván.
- Gregorio Pernía es El Calvo.